# Ponte Meriç
Il ponte Meriç (in turco Meriç Köprüsü) o ponte Mecidiye (in turco: Mecidiye Köprüsü) è un ponte ad arco della città turca di Edirne. Sorge lungo la strada che unisce il centro cittadino con il sobborgo di Karaağaç e attraversa il fiume Meriç. A poca distanza dal ponte Meriç si trova il ponte Tunca.

## Storia e descrizione
Nel corso della sua visita ad Edirne il sultano Mahmud II decretò la costruzione di un nuovo ponte in pietra sul Meriç che andasse a sostituire il precedente in legno, giudicato non sicuro. Il manufatto fu tuttavia costruito solamente a partire dal 1842, sotto il regno del sultano Abdülmecid I, e fu completato nel 1847. Fu gravemente danneggiato durante l'occupazione greca della città, tra il 1920 ed il 1922. È lungo 263 metri, largo 7 e presenta dodici arcate a sesto acuto sorrette da tredici pilastri.